# Kriwina
Kriwina (bułg. Кривина) – wieś w Bułgarii; 1400 mieszkańców (2010).